# Crazannes
Crazannes település Franciaországban, Charente-Maritime megyében. Lakosainak száma 442 fő (2022. január 1.). Crazannes Geay, Le Mung, Plassay, Port-d’Envaux és Saint-Savinien községekkel határos.

## Népesség
A település népességének változása:
| Lakosok száma | 298  | 361  | 357  | 432  | 429  | 437  | 440  | 432  | 436  | 442  |
|               | 1968 | 1982 | 1990 | 2006 | 2013 | 2015 | 2017 | 2019 | 2020 | 2022 |